# UBC Güssing Knights
O UBC Magnofit Güssing Knights é um clube de basquetebol da Áustria, fundado em 1957, em Güssing, Áustria.

## Títulos
- Österreichische Bundesliga: 2

2014 e 2015